# Pata de Cachiaco
Pata de Cachiaco, denominado también Pajul, es un caserío peruano ubicado en el distrito de Pacaipampa, perteneciente a la provincia de Ayabaca del departamento de Piura, al norte del Perú. 

## Ubicación
Pata de Cachiaco se ubica al sureste de la provincia de Ayabaca, en el distrito de Pacaipampa, en el departamento de Piura.

## Demografía
En 2017 Pata de Cachiaco tenía una población de 110 habitantes.